# 侯賽因·哈卡尼
侯賽因·哈卡尼（1956年7月1日—），巴基斯坦记者、学者和政治活动家。他曾經担任巴基斯坦驻斯里兰卡的高級專員和驻美国大使，现在就职于美国哈德遜研究所。
哈卡尼曾經先后担任納瓦茲·謝里夫和贝娜齐尔·布托的政治顾问和发言人，直到1999年因批评军人总统佩尔韦兹·穆沙拉夫而流亡。2008年，他获扎尔达里委任为驻美大使，但部分人批评哈卡尼过分亲美的立场。
2011年10月，媒体报道哈卡尼在海神之矛行动一周后向美国參謀長聯席會議主席迈克尔·马伦写的備忘錄，希望获得奥巴马政府的支持阻止巴国军人掌權并支持文人政府取締军方。事件曝光后在巴基斯坦引起广泛争议，甚至有声音指哈卡尼叛国，事件被称作「備忘錄门」（Memogate）。哈卡尼因此辭職，回国后接受巴基斯坦最高法院的调查。